# Hadik Károly József
futaki gróf Hadik Károly József (németül: Karl Joseph Hadik von Futak, Lőcse, 1756. október 28. – Marengó (Piemont), 1800. július 24.) magyar származású osztrák császári katonatiszt, altábornagy. Hadik András császári tábornagynak, Berlin megsarcolójának, az Udvari Haditanács elnökének a fia.

## Élete
Károly József 1756. október 28-án született a felső-magyarországi bányavárosban Lőcsén. Apja, Hadik András a Hadik nemesi család tagja, osztrák tábornagy, Berlin híres megsarcolója, az osztrák császár Udvari Haditanácsának elnöke volt.
Apjához hasonlóan az osztrák hadseregben szolgált már fiatalon. 1776 márciusától már százados. Részt vett az 1778-79-es bajor örökösödési háborúban. A háború után már mint őrnagy szolgált az apja nevével fémjelzett Hadik-huszárezrednél. 1781. január 7-én feleségül vette Maria Theresia von Kolowrat-Krakowsky grófnőt. 1784. január 5-én alezredesi rangot kapott. A törökök ellen harcolt az 1787-1791-es osztrák-török háborúban, ahol egy ideig apja volt a főparancsnok. Még a háború alatt, 1789 júliusában ezredessé léptették elő. 1790-ben ezredével Hollandiában harcolt. Részt vett a lovasságának jó teljesítménye ellenére osztrák vereséggel végződő wattignies-i csatában. 1796-ban már mint altábornagy részt vesz az ezúttal osztrák győzelemmel záruló ambergi csatában. A harcokban való kiváló teljesítményét megkapta a Katonai Mária Terézia-rend parancsnoki keresztjét. 
A második koalíciós háború során részt vett a novi csatában. Hadik Károly Michael von Melas császári tábornok parancsnoksága alatt részt vett a marengói csatában is. Itt Hadik, majd Konrad Valentin von Kaim vezetésével két rohamot is indítottak az osztrákok a Marengót védő franciák ellen, de végül a francia csapatok válaszcsapása súlyos vereséget mért az osztrák erőkre. Hadik maga a csatában súlyosan megsebesült és néhány héttel később, 43 éves korában elhunyt.